# Sinjar
Sinjar (in arabo ﺳﻨﺠﺎﺭ‎?), nota anche con il nome arabo Shingal (in curdo Şingal o Şengal‎; in lingua farsi شنگاﺭ شنگال, in lingua greca antica ed in latino Singara), è una piccola città nell'Iraq nord-occidentale, vicina al confine con la Siria. La città è capoluogo dell'omonimo distretto, compreso nel governatorato di Ninive.

## Geografia
Il censimento del 2006 ha rilevato 39.875 residenti. La popolazione è etnicamente varia, con due gruppi predominanti, gli yazidi e i curdi musulmani.
L'area del distretto di Sinjar è prevalentemente montuosa ed è pertanto denominata spesso nella sua interezza come "monte Sinjar".

## Storia
Durante l'Impero romano la città di Singara fu un'importante fortezza legionaria al confine romano-persiano e fu molte volte conquistata durante le guerre romano-persiane.
Dal 197 fu sede della legione I Parthica.
Nel 241 fu conquistata dai Sasanidi di Sapore I, ma venne poi riconquistata dall'imperatore romano Gordiano III (243).
Nel 348 fu luogo della battaglia di Singara che vide la vittoria dell'esercito romano dell'imperatore Costanzo II su quello sasanide del re Sapore II; lo stesso re, però, la riconquistò nel 360.
Guerra civile in Iraq
Durante la Guerra civile in Iraq l'area intorno alla catena montuosa Jebel Sinjar è teatro di violenti scontri tra ISIS e le minoranze etniche presenti nell'area, in particolare quella dei curdi yazidi subisce un vero e proprio genocidio. Gli uomini e le anziane sono trucidati in massa, mentre donne e bambine diventano schiave sessuali dei miliziani ed i minori sono arruolati come bambini soldato. La città, dopo diversi tentativi falliti, fu riconquistata dalle forze peshmerga il 13 novembre 2015 e in seguito a ciò fu teatro di violente rappresaglie yazide contro i musulmani sunniti residenti.
Nel 2018 un'attivista yazida, Nadia Murad (nata a Kocho, nel distretto di Sinjar), ha vinto il Premio Nobel per la pace dopo essere stata rapita e resa schiava sessuale dai miliziani dello Stato Islamico.